# Les Droites
Les Droites (4.000 m s.l.m.) è una montagna francese del massiccio del Monte Bianco (Alpi Graie). 

## Descrizione
Il monte si trova nella Catena dell'Aiguille Verte. È l'ultima delle 82 vette delle Alpi che raggiungono i 4.000 m. La montagna ha due cime:
- La Cima ovest (3.984 m)
- La Cima est (4.000 m)

Les Droites sono particolarmente famose per la parete nord, considerata una delle nord più belle e difficili delle Alpi. La sua prima ascensione nel 1955 fu considerata un exploit per l'epoca.

## Ascensioni

### Prima ascensione
La prima ascensione alla cima est fu compiuta il 7 agosto 1876 da Thomas Middlemore e John Oakley con le guide Henri Cordier, Johann Jaun e Andreas Maurer. La prima salita alla cima ovest fu compiuta il mese precedente, precisamente il 16 luglio 1876 da William Auguste Coolidge, Christian Almer e Ulrich Almer.

### Concatenamenti
- Pareti nord delle Droites, dell'Aiguille de Talèfre e delle Grandes Jorasses (Linceul) - 1983 - Concatenamento di Christophe Profit in solitaria in 22 ore. Ha salito la via Cornuau-Davaille sulle Droites in circa tre ore, la nord dell'Aiguille de Talèfre in due ore, il Linceul in tre ore e mezza. Tutti gli spostamenti sono stati effettuati a piedi o con gli sci.[3]
- Pareti nord dell'Aiguille Verte, delle Droites, delle Courtes e delle Grandes Jorasses - 18 marzo 1986 - Concatenamento di Jean-Marc Boivin in solitaria in 17 ore. Ha salito la Goulotte Grassi-Comino sull'Aiguille Verte, la via Cornuau-Davaille sulle Droites, la via degli Svizzeri sulle Courtes e il Linceul sulle Grandes Jorasses. Ha effettuato gli spostamenti in parapendio e deltaplano.[4]

## Vie alpinistiche

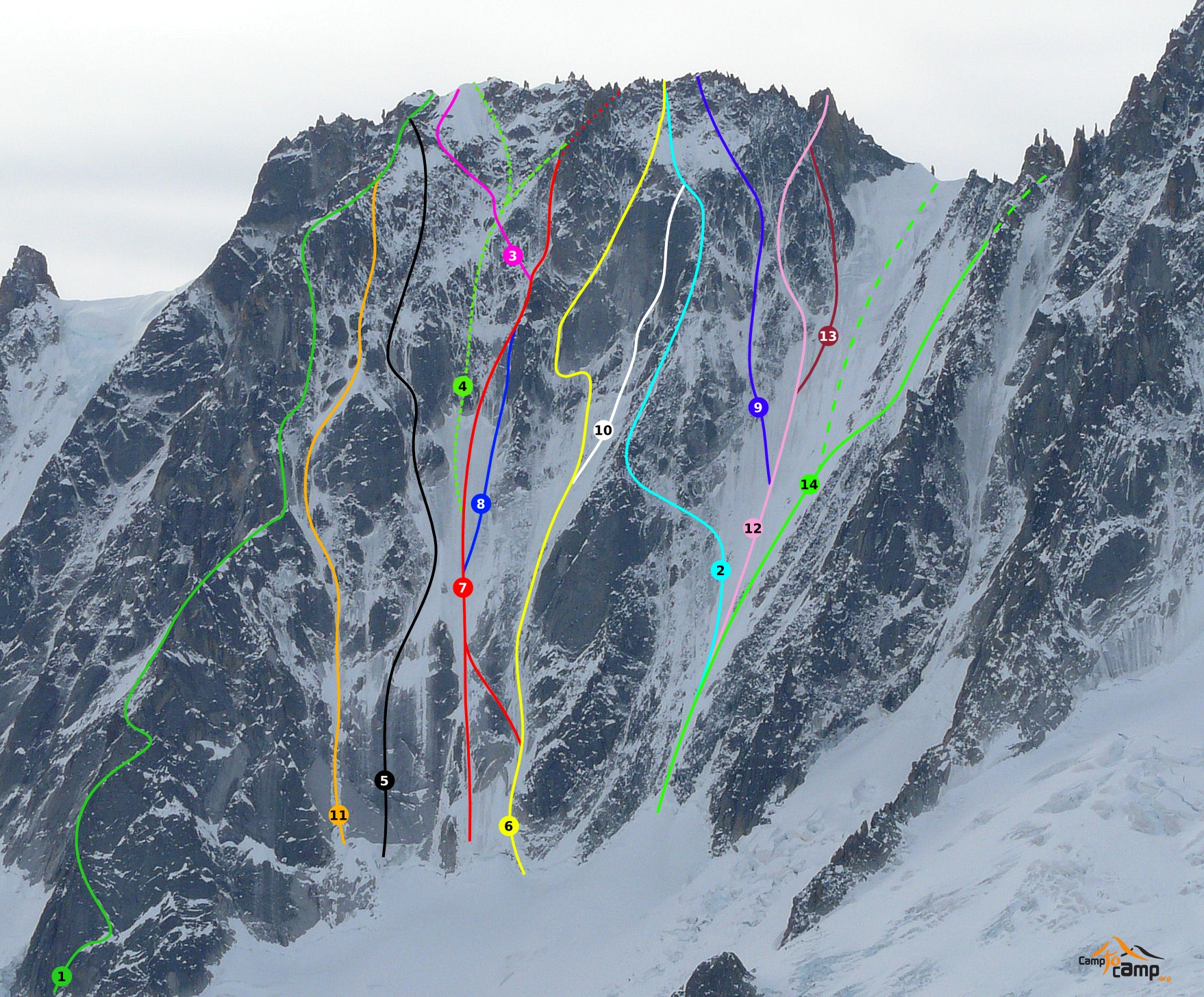
Le vie sulla parete nord delle Droites.

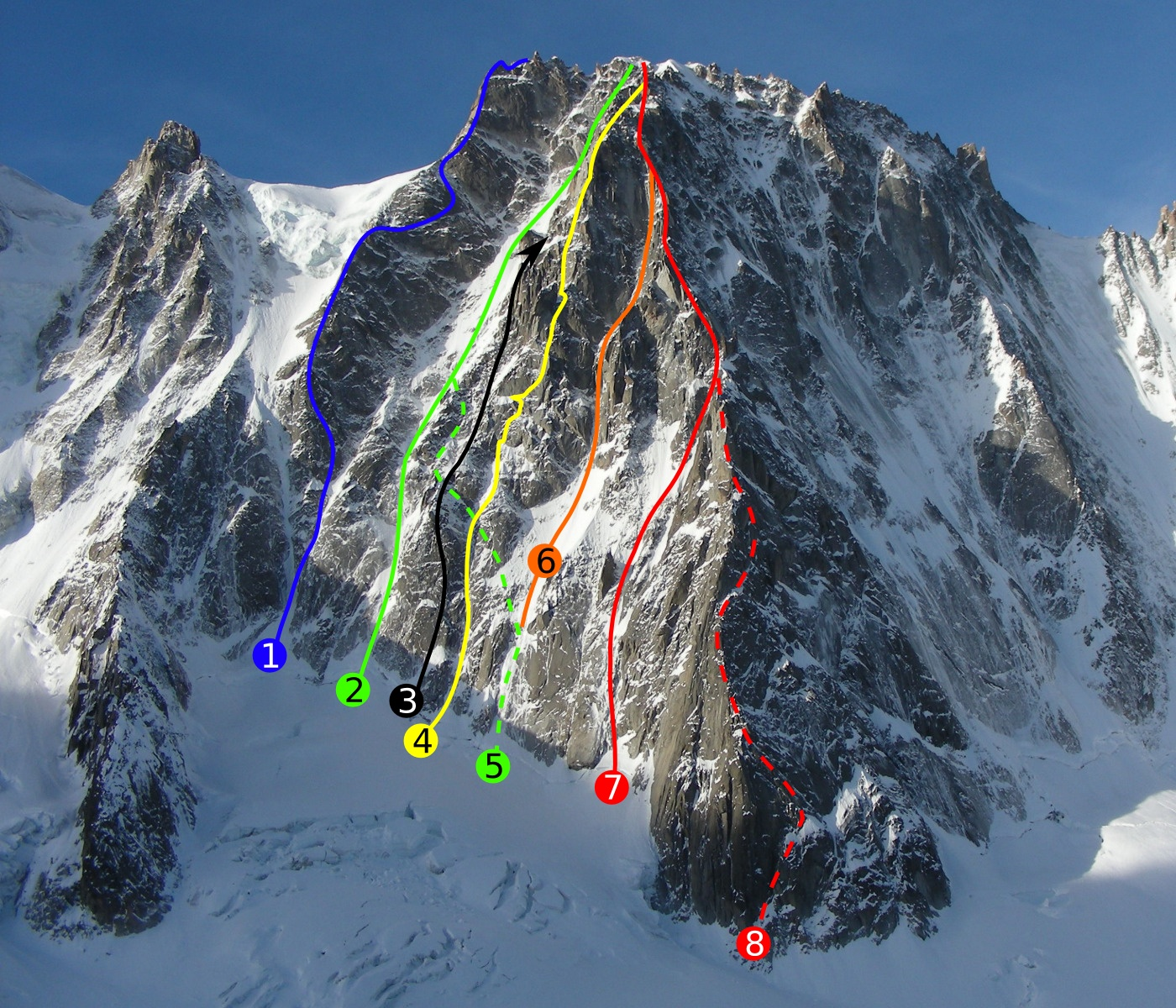
Le vie sulla parete nord-est delle Droites. Al centro della foto lo sperone Tournier.

### Parete nord
- Couzy-Salson - 14-15 luglio 1952 - Prima salita di Jean Couzy e R. Salson sul pilastro nord.
- Cornuau-Davaille - 15-10 settembre 1955 - Prima salita di Philippe Cornuau e Maurice Davaille. Prima via sulla parete nord propriamente detta.[2]
- Axt-Gross - 24-26 luglio 1962 - Prima salita di Wolfgang Axt et Werner Gross, via classica.[5]
- Via Messner - 17 luglio 1969 - Prima salita di Reinhold Messner e anche prima solitaria della parete nord, in sette ore.[6]
- Boivin-Gabarrou - 2-3 agosto 1975 - Prima salita di Jean-Marc Boivin e Patrick Gabarrou.[5]
- Colton-Brooks - 1977 - Prima salita di Nick Colton e Colin "Choe" Brooks.[6]
- Ginat - 24 luglio 1978 - Prima salita di Jean Ginat, Gilles Modica, Jean-Pierre Simon e Jean-Marc Troussier. Jean Ginat morì durante la discesa.[6]
  - 19 gennaio 2010 - Salita di Ueli Steck nel tempo record di 2h:08.[7]

### Parete nord-est
- Couloir Lagarde - 31 luglio 1930 - Prima salita di Bobi Arsandaux e Jacques Lagarde.[8]
- Sperone Tournier - 20 -21 luglio 1937 - Prima salita di Fernand Tournier e Charles Authenac.[9]
- Pilastro Bergland - 25 luglio 1969 - Prima salita di Reinhold Messner ed Erich Lackner.[8]
- Ecaille épique - 1-4 febbraio 2011 - Prima salita di Patrick Pessi, Rémi Sfilio e Seb Ratel.[10]

## Rifugi
Per facilitare l'accesso alla vetta vi sono i rifugi:
- Rifugio d'Argentière - 2.771 m
- Refuge du Couvercle - 2.687 m